# Сет (бог)
Вижте пояснителната страница за други значения на Сет.
Сет (още Сутекх или Сетех) е бог на пустинята, войната, гръмотевиците, хаоса и виното в Древен Египет. Както и много други египетски божества, той е изобразяван с човешко тяло и животинска глава. Сред египтолозите няма единодушно мнение какво е животното, което служи за глава на Сет. Според някои то е тръбозъб или магаре, но според други то е измислено.
| sw | W | t · x | E20 | A40 |

| sw | W | t · x | E20 | A40 |

Сет наследява от баща си Геб неплодородните земи и пустините, а неговият брат Озирис наследява плодородните земи. По право Озирис трябва да властва над Египет, но гордият Сет не може да приеме такава загуба. Той убива брат си, нарязва тялото му на 14 парчета и ги скрива на четиринадесет тайни места из целия Египет. Но съпругата на Озирис – Изида и неговият син – Анубис успяват да намерят само 13. Крокодилите на р. Нил не нападат хората с лодки, направени от папирус, защото мислят че Изида все още търси останалото парче от съпруга си.
Древните елини отъждествяват Сет с бога на бурите Тайфун.
Сет е един от най-древните и най-сложните богове в Египет. Постепенно той се превръща в един от враговете на другите богове.
Култът към него е установен в най-ранни времена, а негов център е град Небет, който се намира на брега на река Нил, на север от Луксор. Този град е разположен на кръстопътя на главните пътища, които водят от Египет към местата където в пустините се намират златните мини. Небет означава „златен град“, поради което едно от имената на Сет е Небти – „този от златния град“.
Сет е изобразяван като странен див звяр. Тялото му прилича на хрътка с вдигната нагоре опашка. На лицето си има характерна, силно изразена муцуна, или нос, а ушите му са заострени. Тялото му е мъртвешко бяло, а косата червена. Във времената на династиите Сет понякога е рисуван със забита в главата му кама. По това време той е смятан за вреден за хората, сеел е опасности и трябвало да бъде прогонван. Древните египтяни вярвали, че всеки месец той напада и поглъща Луната, с което се обяснявало новолунието. В една от легендите в Египет се разказва как бог Геб разделя Земята на две части. Едната дава на Озирис, братът на Сет, а другата на самия Сет. Всеки от тях управлява справедливо своите хора. Когато двете части се обединили, Озирис и Сет били изобразявани заедно с лице един към друг и със символа на единство между тях. Постепенно това равенство се превърнало в противопоставяне на двата бога. Някои започнали да предпочитат Озирис, а други – Сет.
С течение на времето двамата богове се отдалечили един от друг и отношенията между тях се променили. Така постепенно се превърнали в смъртни врагове.
В Мемфис Сет се разглежда като брат на Озирис, Изида и Нефтида. Като Нефтида е и негова съпруга. Но хиксосите му определят две съпруги от своя пантеон – Аната и Астарта, богиня на войната. Тези две богини са приети и почитани от египтяните като съпруги на Сет, даже след оттеглянето на хиксосите, а името му е забранено за произнасяне или изписване.
Освен бог на чужденците, Сет става и бог на пустинята. Той е наречен „Червеният бог“, ставайки символ на негостоприемната пустиня на Изток. С култа към него са свързани всички опасни животни. Той е придружаван от животни с червена козина и затова хората с червени коси са смятани за подозрителни. В легендата за него се говори, че Сет се появил на бял свят, като разкъсал жестоко утробата на майка си Нут.
- Сет
- Сет и Хор